# Złuda (powieść)
Złuda (oryg. hiszp. Nada) – powieść hiszpańskiej pisarki Carmen Laforet z 1944 roku. 
Debiutancki utwór 23-letniej autorki, dzięki któremu stała się pierwszą laureatką Premio Nadal.

## Zarys fabuły
18-letnia Andrea wraca po latach do Barcelony, gdzie ma podjąć studia uniwersyteckie. Wchodzi w niezwykłe środowisko starego domu przy ul. Aribau, poznając swą dotąd bliżej nieznaną a nietypową rodzinę ze strony matki (surową ciotkę Angustias, ekscentrycznych wujów Juana i Romana, niekonwencjonalną szwagierkę Glorię i zagubioną wśród nich babcię) wraz z groteskową służącą Antonią. W miejscu, gdzie otacza ją rozchwiana i obskurna „atmosfera ludzi i mebli z nieprawdziwego zdarzenia”, odkrywa wśród nich pustkę intelektualną, stykając się z dziwnymi sprawami z ich przeszłości, jak również z biedą i niedostatkiem, które jej bliskim towarzyszą na co dzień. Równocześnie zbiera też gorzkie doświadczenia obracając się w całkiem odmiennym środowisku ludzi młodych – kolegów i koleżanek z uczelni, zamożniejszych i lepiej usytuowanych życiowo od niej. Wobec nieudanych kontaktów ze studenckimi kolegami, szczególnego znaczenia nabiera dla niej związek z podziwianą przyjaciółką Eną; ich przyjaźń zostaje jednak wystawiona na próbę wskutek skrytego i niejasnego związku Eny z wujem Andrei – Romanem. Po zerwaniu tej toksycznej zależności dochodzi jednak do rodzinnej tragedii – śmierci Romana. Rozbita psychicznie, zawiedziona i pozbawiona złudzeń, bohaterka nie jest w stanie dojść do siebie. Gdy przyjaciółka stwarza jej możliwość wyjazdu – bez żalu porzuca dom babki, opuszczając Barcelonę.

## Cechy utworu

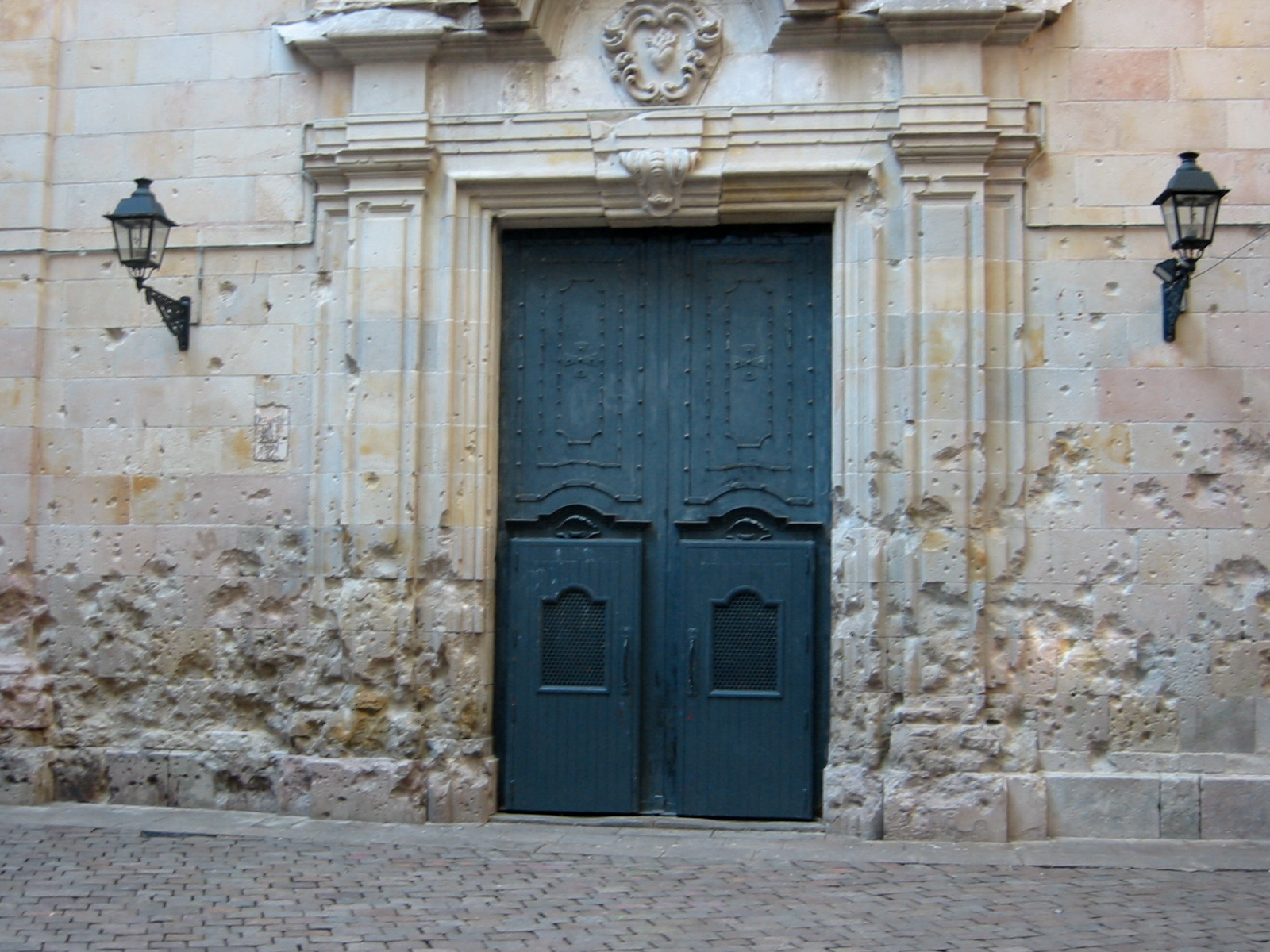
Powojenna Barcelona – ślady ostrzału na murze jednego z kościołów

Była to jedna z pierwszych powieści lat 40. ukazująca oblicze powojennej frankistowskiej Hiszpanii, z miejsca bardzo życzliwie przyjęta przez krytykę i czytelników. Ujęta w formie pamiętnika studentki, w sposób prosty i bezpośredni przedstawiała wycinek ówczesnej rzeczywistości hiszpańskiej. Zawartość jej stanowi „pełna goryczy wiwisekcja społeczeństwa napiętnowanego śladami bratobójczego konfliktu 1936-39, na przykładzie barcelońskiej rodziny. „Dziwny, niesamowity wręcz światek rodziny mieszczańskiej (...) skupia wszelkie kompleksy, nie zaspokojone ambicje i sprzeczności, jakie wojna wydobyła na jaw w psychice tych ludzi, a powojenna nędza i głód wyolbrzymiły do rozmiarów bez mała patologicznych. Obraz tego środowiska jest tym bardziej jaskrawy, że widziany oczyma wrażliwej, młodej dziewczyny, której ponura rzeczywistość grozi zniszczeniem marzeń i młodzieńczego entuzjazmu, a zarazem zmusza do buntu przeciw marazmowi i obłudzie otoczenia”.
Zarazem powieść ta – powstała pod wyraźnym wpływem egzystencjalizmu – ma częściowo charakter autobiograficzny, oparta na młodzieńczych przeżyciach samej autorki, która po zakończeniu wojny domowej przybyła z Wysp Kanaryjskich do swej barcelońskiej rodziny, jako dorastająca dziewczyna stykając się tam z wieloma sprawami, o których dotąd nie miała pojęcia. Ważna postać Eny ma swój pierwowzór w polskiej przyjaciółce autorki – Karolinie Babeckiej, z którą Laforet zetknęła się podczas wspólnych studiów uniwersyteckich. Był to kolejny utwór prozy hiszpańskiej powstały w stylistycznym nurcie tzw. tremendyzmu.

## Wpływ i odbiór
Po Rodzinie Paskala Duarte bardziej dojrzałego literacko Camilo José Celi, powieść młodej pisarki stanowiła dla odbiorców kolejny dysonans w literaturze ówczesnej Hiszpanii. Na gruncie literackiego egzystencjalizmu porównywana z także debiutancką powieścią J.D. Salingera Buszujący w zbożu (The Catcher in the Rye, 1951), „Złuda okazała się wielkim objawieniem powojennej prozy hiszpańskiej i jedną z najlepszych współczesnych powieści hiszpańskich”, podobnie ukazując poszukiwanie tożsamości przez dorastającą młodzież w okresie powojennym. Prosta i bezpretensjonalna, zyskała niezwykłą popularność dzięki potoczystej narracji oraz zawartym w niej wyważonym akcentom politycznym i egzystencjalnym, z brutalnym realizmem ukazując powojenne spustoszenie psychiczno-moralne oraz utratę wiary we wszystkie dotychczasowe wartości.
Natomiast krytyka lewicowa (komunistyczna) akcentowała właśnie polityczne tło utworu i jego ukrytą antyfrankistowską wymowę, uznając, iż jest to „widziany oczami człowieka nowego wewnętrzny świat pokolenia «zwycięzców» z ich pustką moralną i ideową. Wyjaśnia to również sukces powieści, która wyrażała skryte, rzeczywiste odczucia współczesnych i trafniej od oficjalnej powieści optymistycznej odpowiadała psychologicznemu klimatowi kraju”.   
Obecnie uważa się, iż wraz ze wspomnianą  powieścią C.J. Celi, Złuda wniosła istotny wkład w odnowę ówczesnej literatury hiszpańskiej. Na liście opiniotwórczego dziennika „El Mundo” znalazła się wśród 100 najlepszych, powstałych na świecie w języku hiszpańskim (kastylijskim) powieści XX wieku. W 1947 została przeniesiona na ekran przez hiszpańskiego reżysera Edgara Neville jako film pod tym samym tytułem. 